# Internationalisation de l'Amazonie
L'internationalisation de l'Amazonie est un changement du statut juridique de l'Amazonie, en Amérique du Sud, qui a pu être envisagé ou même promu par différents acteurs en vue d'assurer la protection de la forêt amazonienne contre la déforestation en cours. Elle consisterait en une suspension de la souveraineté des pays riverains tels que le Brésil au profit d'une gouvernance multinationale supposée être plus à même de reconnaître dans le massif forestier, plutôt qu'une ressource en bois à exploiter et un potentiel foncier à aménager, une réserve de biodiversité à sauvegarder et un piège pour les gaz à effet de serre à préserver. Soutenu par un écologisme à la fois internationaliste et interventionniste, cette éventualité est souvent considérée en relation avec le droit international public qui prévaut en Antarctique.